# Full House (album, Fairport Convention)
Full House je páté studiové album anglické folkrockové skupiny Fairport Convention. Vydalo jej v červenci roku 1970 hudební vydavatelství Island Records (poue ve Spojeném království, ve Spojených státech jej vydala společnost A&M Records). Nahráno bylo od února do března toho roku v londýnském studiu Sound Techniques a jeho producentem byl Joe Boyd. Oproti předchozímu albu Liege & Lief se obsazení skupiny na několika pozicích změnilo: Ze skupiny odešla zpěvačka Sandy Denny a baskytarista Ashley Hutchings. Jde o poslední album skupiny, na kterém se podílel kytarista Richard Thompson.

## Seznam skladeb
| Pořadí | Název                           | Autor                            | Délka |
| ------ | ------------------------------- | -------------------------------- | ----- |
| 1.     | Walk Awhile                     | Richard Thompson, Dave Swarbrick | 3:57  |
| 2.     | Doctor of Physick               | Thompson, Swarbrick              | 3:37  |
| 3.     | Dirty Linen                     | tradicionál                      | 4:17  |
| 4.     | Sloth                           | Thompson, Swarbrick              | 9:19  |
| 5.     | Sir Patrick Spens               | tradicionál                      | 3:30  |
| 6.     | Flatback Caper                  | Ronald Cooper                    | 6:24  |
| 7.     | Poor Will and the Jolly Hangman | Thompson, Swarbrick              | 5:31  |
| 8.     | Flowers of the Forest           | tradicionál                      | 4:04  |

## Obsazení
- Dave Swarbrick – zpěv, housle, viola, mandolína
- Richard Thompson – zpěv, elektrická kytara
- Dave Pegg – zpěv, baskytara, mandolína
- Dave Mattacks – bicí, perkuse, harmonium, bodhrán
- Simon Nicol – zpěv, elektrická kytara, akustická kytara, baskytara, elektrický dulcimer